# Torpedo Sofia
Torpedo Sofia (bułg. ДСО "Торпедо" (София)) – bułgarski klub piłkarski z siedzibą w stolicy kraju, mieście Sofia, działający w latach 1949–1957.

## Historia
Chronologia nazw:
- 1949: Energia Sofia (bułg. ДСО [Доброволна спортна организация] "Енергия" (София))
- 10.1949: Torpedo Sofia (bułg. ДСО [Доброволна спортна организация] "Торпедо" (София))
- 1951: Torpedo Sofia  (bułg. ДСО [Доброволна спортна организация] "Торпедо" (София)) – po wyjściu z fuzji Łokomotiw Sofia
- 1957: klub rozwiązano

We wrześniu 1949 roku na bazie klubu Łokomotiw Sofia powstała Dobrowolna Organizacja Sportowa (DSO) "Energia Sofia", do której zostały wchłonięte kilku innych klubów, m.in. Zawod 12 Sofia. Organizacja zrzeszała pracowników przemysłu ciężkiego, elektryfikacji, transportu i górnictwa ze stolicy, a od października 1949 nazywała się "Torpedo Sofia". W sezonie 1950 zespół debiutował w Grupie A, ale zajął przedostatnie 9.miejsce i spadł do Grupy B. Przed rozpoczęciem rozgrywek sezonu 1951 Łokomotiw Sofia wyodrębnił się z DSO i jako samodzielny klub również startował w Grupie B. Statystyki sezonu 1950 zostały przypisane dla Łokomotiwa, a Torpedo rozpoczął nową historię występów, kończąc sezon na siódmym miejscu Grupy B. W 1952 zespół spadł na 10.pozycję. Przed rozpoczęciem sezonu 1953 Grupa B została podzielona na 5 lokalnych stref. W sezonie 1953 zespół zajął 12.miejsce w Sofijskiej Grupie B. W 1954 osiągnął najwyższy sukces, zajmując czwartą pozycję w Sofijskiej Grupie B. Ale w 1955 zespół nie występował na drugim poziomie rozgrywek piłkarskich Bułgarii. W 1956 zespół ponownie startował w Sofijskiej Grupie B, gdzie zajął 11.miejsce. W 1957 naśtąpiła kolejna reorganizacja Grupy B, która została pomniejszona na dwie strefy - Północną i Południową. Klub nie zakwalifikował się do Grupy B i spadł do rozgrywek strefowych. Po zakończeniu mistrzostw 1957 roku nastąpiła nowa reorganizacja ruchu sportowego, powstawały stowarzyszenia kultury fizycznej i sportu (DFS) na zasadzie terytorialno-produkcyjnej. Również zapadła decyzja, że od następnego sezonu DFS nie będzie miał więcej niż jednego zespołu w Grupie A i Grupie B, wskutek czego zespół Torpedo zaprzestał działalności sportowej i został rozwiązany.

## Barwy klubowe, strój, herb, hymn
|  |  |

Klub ma barwy czarno-czerwone. Piłkarze domowe spotkania zazwyczaj grają w pasiastych pionowo czarno-czerwonych koszulkach, czarnych spodenkach oraz czerwonych getrach.

## Sukcesy

### Trofea międzynarodowe
Do chwili obecnej klub jeszcze nigdy nie zakwalifikował się do rozgrywek europejskich.

### Trofea krajowe
| \| \| Zdobyte trofea w rozgrywkach Bułgarii (stan na: 31-05-2024) \| |                                                             |      |                 |
| Rozgrywki                                                            | Osiągnięcie                                                 | Razy | Sezon(y)        |
| · Mistrzostwo                                                        | I miejsce                                                   | 0    |                 |
| · Mistrzostwo                                                        | II miejsce                                                  | 0    |                 |
| · Mistrzostwo                                                        | III miejsce                                                 | 0    |                 |
| Puchar                                                               | zdobywca                                                    | 0    |                 |
| Puchar                                                               | finalista                                                   | 0    |                 |
| II liga                                                              | I miejsce                                                   | 0    |                 |
| II liga                                                              | II miejsce                                                  | 0    |                 |
| II liga                                                              | III miejsce                                                 | 0    |                 |
| II liga                                                              | 4.miejsce                                                   | 1    | 1954 (gr.Sofia) |
| Bułgaria                                                             | Zdobyte trofea w rozgrywkach Bułgarii (stan na: 31-05-2024) |      |                 |

## Poszczególne sezony

### Rozgrywki międzynarodowe

#### Europejskie puchary
Nie uczestniczył w rozgrywkach europejskich.

### Rozgrywki krajowe
| \| Bułgaria \| Bilans występów klubu w rozgrywkach piłkarskich Bułgarii (Stan na 31 maja 2025 r.) \| \| |                                                                                    |        |       |   |   |   |    |    |     |                 |        |        |      |
| Poziom                                                                                                  | Rozgrywki                                                                          | Sezony | Mecze | Z | R | P | B+ | B– | Pkt | Lata            | Awanse | Spadki | Naj. |
| I | Nacionałna futbołna diwizija / Dyrżawno pyrwenstwo                                 | 0      |       |   |   |   |    |    |     |                 |        |        |      |
| II | B RPG / Wtora PFG / Pyrwa PFL / B PFG / Wtora PFL                                  | 6      |       |   |   |   |    |    |     | 1951–1954, 1956 | 0      | 1      | 4    |
| III | Treta amatorska futbołna liga                                                      | 1+     |       |   |   |   |    |    |     | 1957            | 0      | 0      | ?    |
| IV | Obłastna futbołna liga                                                             | 0      |       |   |   |   |    |    |     |                 |        |        |      |
| | Puchar Bułgarii                                                                    | 0      |       |   |   |   |    |    |     |                 | 0      | 0      |      |
| Bułgaria                                                                                                | Bilans występów klubu w rozgrywkach piłkarskich Bułgarii (Stan na 31 maja 2025 r.) |        |       |   |   |   |    |    |     |                 |        |        |      |

## Struktura klubu

### Stadion
Drużyna rozgrywała swoje mecze domowe w Sofii na stadionie Junak, który może pomieścić 35.000 widzów i znajdował się w północno-zachodnim narożniku ogrodu księcia Borysa, na południowym brzegu rzeki Perłowskiej.

## Kibice i rywalizacja z innymi klubami

### Derby
- Akademik Sofia
- CSKA Sofia
- Czerweno zname Sofia
- Lewski Sofia
- Łokomotiw Sofia
- Septemwri Sofia
- Sławia Sofia
- Spartak Sofia
- Stroiteł Sofia
- WWS Sofia
- Zawod 12 Sofia